# Karel De Baere
Karel De Baere (Sint-Niklaas, 5 febbraio 1925 – Sint-Niklaas, 8 ottobre 1985) è stato un ciclista su strada e pistard belga, professionista dal 1947 al 1958, fu vincitore di una Omloop Het Volk.

## Palmarès
- 1944

Circuit des régions flamandes
- 1945 (Mercier, una vittoria)

Grote Prijs Stad Zottegem
- 1952 (Mercier, una vittoria)

Circuit Mandel-Lys-Escaut
- 1954 (Mercier, una vittoria)

Omloop Het Volk
- 1956 (Mercier, una vittoria)

Nationale Sluitingsprijs
- 1958 (Libertas, una vittoria)

Nationale Sluitingsprijs

## Piazzamenti

### Classiche monumento
- Milano-Sanremo

1958: 111º
- Giro delle Fiandre

1945: 30º
1955: 5º
1958: 12º
- Parigi-Roubaix

1955: 53º
- Liegi-Bastogne-Liegi

1951: 39º
1952: 18º

### Competizioni mondiali
- Campionati del mondo

1953: ritirato